# Sint-Salvatorkerk (Hozémont)

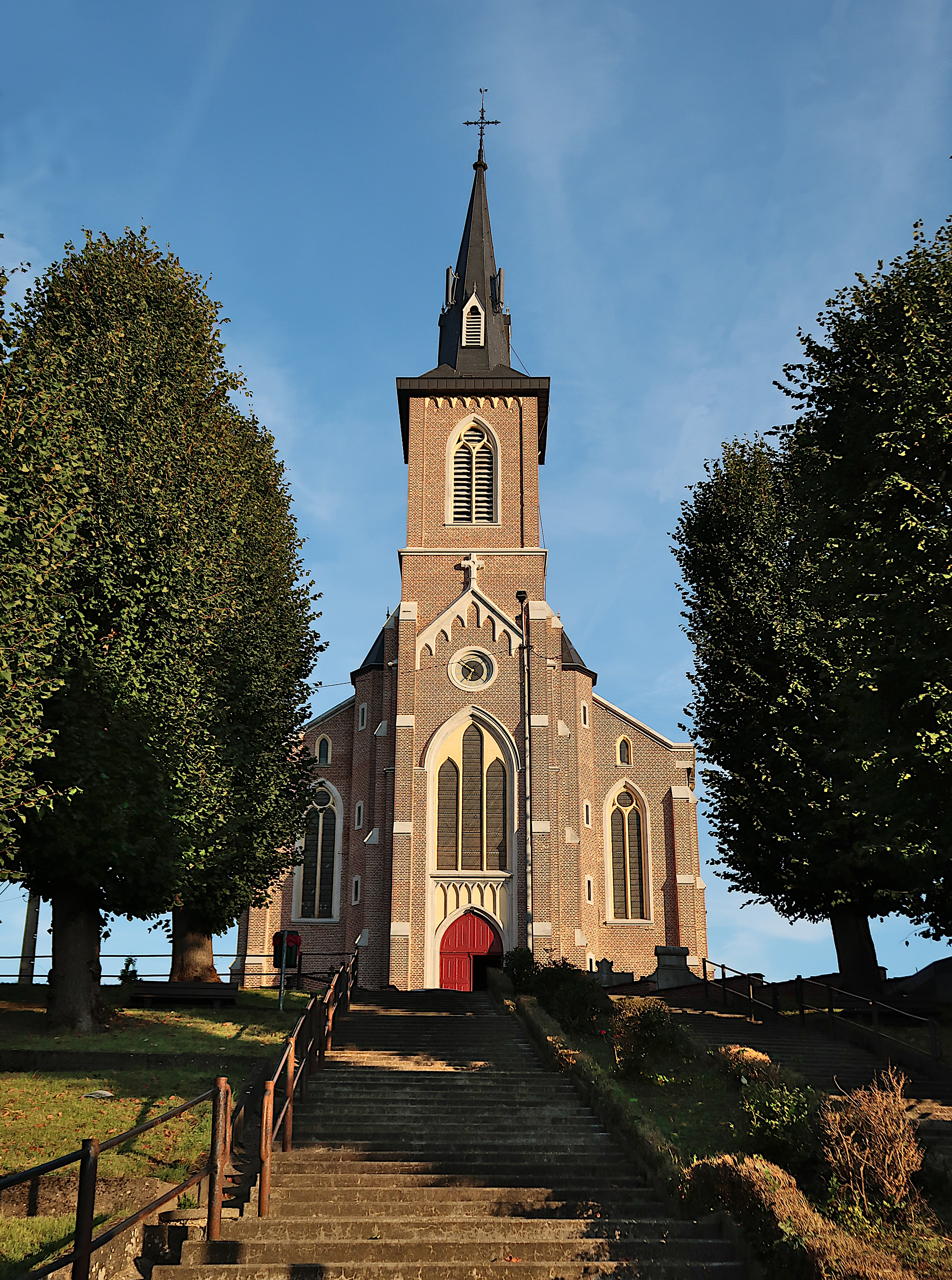
Sint-Salvatorkerk

De Sint-Salvatorkerk (Eglise Saint-Sauveur) is de parochiekerk van de tot de Belgische gemeente Grâce-Hollogne behorende deelgemeente Horion-Hozémont, gelegen aan het Place du Doyenné te Hozémont.

## Gebouw
Reeds in 1130-1131 werd melding gemaakt van een kerkgebouw in Hozémont, die afhankelijk was van de Abdij van Stavelot.
Het huidige kerkgebouw betreft een neogotische driebeukige kruiskerk met driezijdig afgesloten koor, ontworpen door E. Halkin en gebouwd in 1866. De kerk is gebouwd in baksteen met kalkstenen omlijstingen, en is gelegen op een verhoging. De kerk is toegankelijk via een reeks trappen, en wordt betreden door een portaal in de voorgebouwde toren.

## Interieur
Het kerkmeubilair is neogotisch en vormt een eenheid. Er is een cenotaaf met zandstenen Sint-Hubertusbeeld van de 16e eeuw, afkomstig van de Sint-Pieterskerk te Luik; uit de eerste helft van de 16e eeuw zijn houten beelden (Christus aan het Kruis, Sint-Anna en Maria met Kind); uit de 17e eeuw zijn gepolychromeerd houten beelden (Christus Verlosser, Sint-Laurentius, Sint-Stefanus); een schilderij van Pierre Furnius voorstellende de Bewening van Christus, uit begin 17e eeuw.
Enkele wapenschilden van 1712 zijn afkomstig van het plafond van de kerk die aan het huidige gebouw vooraf is gegaan. Ook is er een 16e-eeuwse stenen wijwaterbak.